# Глибочок (гміна)
Гміна Глибочок (пол. Gmina Głęboczek) — колишня сільська гміна, яка входила до Борщівського повіту Тернопільського воєводства ІІ Речі Посполитої. Адміністративним центром гміни було село Глибочок.
Гміна утворена 1 серпня 1934 року на підставі нового закону про самоуправління (23 березня 1933 року). Гміну створено на основі попередніх гмін: Глибочок, Олексинці, Шершенівка, Верхняківці.
Площа гміни — 79,49 км²
Кількість житлових будинків — 1514
Кількість мешканців — 7142
У 1939 році з приходом радянської влади, була скасована.